# Rowerowe hamulce bębnowe

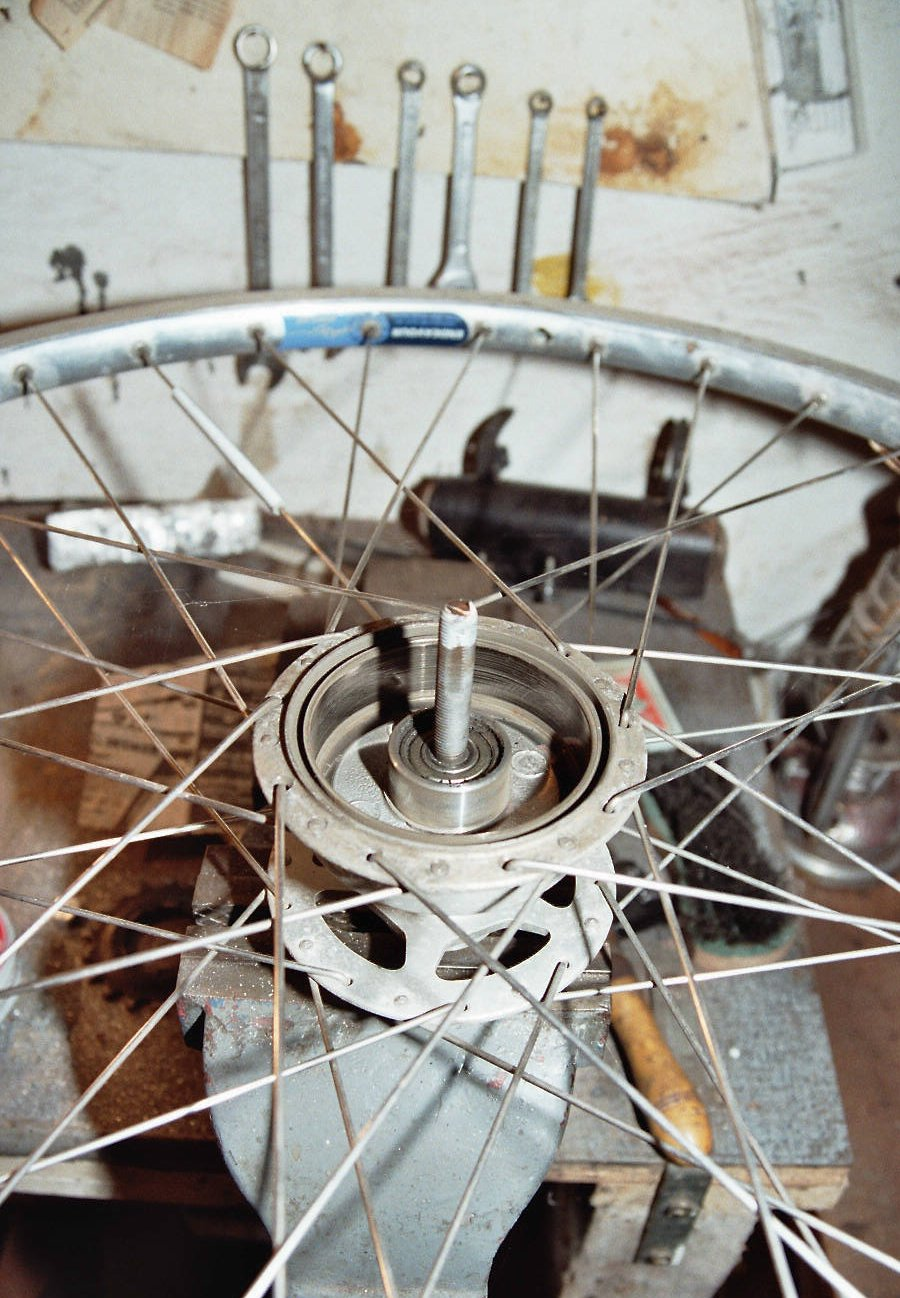
Rozebrana piasta z hamulcem bębnowym

Hamulce bębnowe są najczęściej stosowane w rowerach miejskich. Konstrukcyjnie są podobne do hamulców bębnowych stosowanych w innych pojazdach.
W rowerach ich wadą jest większa masa niż hamulców szczękowych i bardziej skomplikowana konstrukcja, która uniemożliwia ich konserwację w warunkach domowych. Zaletą jest większa niezawodność i brak konieczności konserwowania przez dłuższy czas.